# Chorošëvo-Mnëvniki
Il quartiere Chorošëvo-Mnëvniki (in russo Район Хорошёво-Мнёвники?) è un quartiere di Mosca sito nel Distretto Nord-occidentale.
Reperti archeologici fanno presumere che la zona fosse abitata già nel tardo neolitico (III - II millennio a.C.), tuttavia il nome di Chorošëvo compare solo nel XVI secolo. Prima la zona era nota come Chodinskij Lug ed apparteneva al principe Demetrio di Russia.
Il villaggio di Mnëvniki si trovava sulla riva sinistra della Moscova nella parte centrale dell'ansa disegnata dal fiume. Non sorprende che, secondo documenti dell'epoca zarista, fosse il più grande villaggio di pescatori dell'area moscovita.
Negli anni 1960 si assiste all'urbanizzazione dell'area, a carattere prevalentemente residenziale.